# Anthony Kosten
Anthony Cornelius Kosten (Londra, 27 luglio 1958) è uno scacchista francese di origine inglese.
Ottenne i primi successi a partire dai primi anni ottanta. Nel 1982 si classificò terzo al campionato britannico di Torquay.
Grande maestro dal 1990, nel 2002 si trasferì in Francia, acquisendone la nazionalità.
Ha partecipato a molti tornei open, ottenendo il primo posto, da solo o ex aequo, nei seguenti:
- 1984   Budapest
- 1985   open internazionale di Andorra
- 1986   Ginevra
- 1987   Open di Cappelle la Grande
- 1989   torneo di Hastings 1988 /89
- 1991   San Benedetto del Tronto
- 1992   Mandelieu
- 1993   16º festival di Asti
- 1994   Chanac (ripetuto nel 1995)
- 1995   Saint-Affrique
- 2000   Naujac-sur-Mer – L'Étang-Salé
- 2004   Montpellier – Villeurbanne
- 2006   Cap d'Agde
- 2008   Avoine

Ha pubblicato numerosi libri, soprattutto sulle aperture:
- French Advance, Ed. Everyman Chess, 1998, ISBN 978-1-901259-10-0
- The Dynamic English, Gambit Publications, 1999, ISBN 978-1-901983-14-2
- The Latvian Gambit lives!, Batsford, 2003, ISBN 978-0-7134-8629-2
- Mastering the Nimzo-Indian with the Read and Play Method, Batsford, 2003, ISBN 978-0-7134-8383-3
- Winning with the Philidor, Batsford, 2003, ISBN 978-0-7134-6945-5
- 101 Tips to Improve your Chess, Batsford, 2003, ISBN 978-0-7134-7899-0